# U-20ラグビーチリ代表
U-20ラグビーチリ代表（英語: Chile national under-20 rugby union team）は、20歳以下の選手で構成されるラグビーチリ代表チームである。
ワールドラグビーU20トロフィーなどに出場している。

## 歴史
2008年、初年度のワールドラグビーU20トロフィーで決勝進出するもU20ウルグアイ代表相手に敗れてIRBジュニア世界選手権(現・ワールドラグビーU20チャンピオンシップ)へ昇格ならず。
そして2017年、4年ぶりのワールドラグビーU20トロフィー出場。

## タイトル
- ワールドラグビーU20トロフィー
2位・1回 (2008年)

## 成績

### ワールドラグビーU20トロフィー
- 2008年 - 2位
- 2009年 - 3位
- 2012年 - 5位
- 2013年 - 3位
- 2017年 - 5位